# 常陸太田市
常陸太田市（日语：／ Hitachiōta shi */?）是位於茨城縣東北部的一個人口約6萬人的市。

## 歷史
- 1889年4月1日 - 實施町村制，設置久慈郡太田町。
- 1954年7月15日 - 機初村、西小澤村、幸久村、佐竹村、譽田村、佐都村編入久慈郡、常陸太田町改称為常陸太田市。

## 教育

### 小學校
| - 太田小學校 - 機初小學校 - 西小澤小學校 - 幸久小學校 - 佐竹小學校 - 譽田小學校 - 瑞龍小學校 | - 佐都小學校 - 世矢小學校 - 河內小學校 - 金砂小學校 - 金鄉小學校 - 久米小學校 | - 郡戶小學校 - 北小學校 - 山田小學校 - 染和田小學校 - 小里小學校 - 賀美小學校 |

### 中學校
| - 太田中學校 - 峰山中學校 - 瑞龍中學校 - 世矢中學校 | - 南中學校 - 北中學校 - 水府中學校 - 里美中學校 |

### 高等學校
- 茨城縣立太田第一高等学校（日语：茨城県立太田第一高等学校）
- 茨城縣立太田第二高等学校（日语：茨城県立太田第二高等学校）
- 茨城縣立佐竹高等学校（日语：茨城県立佐竹高等学校）

## 名人
- 佐竹義重（日本戰國時代武將）
- 都都逸坊扇歌（都都逸大成、江戸末期）
- 增子達郎（作曲家）
- 梶山靜六（政治家）
- 遠藤賢司（音樂家）
- Hippo
- kami